# XII Liceum Ogólnokształcące im. Marii Skłodowskiej-Curie w Poznaniu
XII Liceum Ogólnokształcące im. Marii Skłodowskiej-Curie (zwane także Dwunastką) – liceum ogólnokształcące umiejscowione przy ul. gen. Tadeusza Kutrzeby 8 w centrum Poznania. Liceum posiada klasy o profilu przyrodniczo-ekonomicznym, humanistyczno-artystycznym, historyczno-prawniczym, biologiczno-medycznym oraz politechnicznym. 

## Historia
XII Liceum Ogólnokształcące w Poznaniu zostało utworzone 1 września 1972 roku. Z początku szkoła wchodziła w skład Zespołu Szkół Chemicznych. Siedzibą szkoły był budynek przy ówczesnej al. Stalingradzkiej 43 (obecnie al. Niepodległości) przejęty w 1962 przez władze komunistyczne z rąk sióstr urszulanek. W 1977 roku Zespół Szkół otrzymał patrona w osobie Marii Skłodowskiej-Curie. W 1982 liceum uzyskało status szkoły samodzielnej na skutek decyzji o likwidacji zespołu szkół. W 1986 szkoła została przeniesiona na obecne miejsce przy ul. Kutrzeby 8, w pobliżu Wzgórza Świętego Wojciecha oraz Cytadeli (projektantem był Janusz Pawlak). W 2010 roku szkoła otrzymała własny sztandar. Funkcje dyrektora pełni mgr Grażyna Koprowska. Obecnie szkoła posiada pięć oddziałów na każdym poziomie o zróżnicowanych profilach edukacyjnych.